# Wacław Sieroszewski
Wacław Kajetan Sieroszewski (álneve: Sirko) (Wolka Kozlowska, 1858. augusztus 24. – Piaseczno, 1945. április 20.) legendás életű lengyel etnográfus, író, legionárius katona és politikus.

## Élete
Édesanyja korán elhunyt, apját, aki részt vett az oroszellenes januári felkelésben, bebörtönözték. Ő titkos hazafias társaságokban vett részt, ezért kizárták a gimnáziumból, ahol a tanulmányait folytatta. Lakatosnak tanult tovább egy vasúti iskolában. 1878-ban politikai okokból bebörtönözték, mivel bekapcsolódott a munkásellenállást szervező szocialista mozgalom munkájába. 1879-ben részt vett egy zendülésben, ami után emberöléssel vádolták és halálra ítélték. Bár a vádak alól később mentesült, azonban Szibériába száműzték.
1880-ban érkezett Verhojanszkba. Még ugyanebben az évben megnősült, egy jakut lányt vett feleségül. Három évet töltött a városban. Egy kovácsműhelyben dolgozott, vadászattal és ékszerkészítéssel foglalkozott. Kétszer kísérelt meg szökést a feleségével, a második után ismét halálra ítélték. Megmenekült, de belső száműzetésre kényszerítették, és ezt követően hosszú éveken át élt a jakutokkal a vadonban.
1890-től több cikket is küldött a nomád állattenyésztők életmódjáról és vallásáról (sámánizmus) egy szibériai orosz újságnak. Néprajzi munkájának köszönhetően 1894-ben visszatérhetett Szentpétervárra, ahol 1896-ban kiadták a Tizenkét év a jakutok országában (lengyelül: Dwanaście lat w kraju Jakutów) című könyvét. Ez aranyérmet nyert az orosz Földrajzi Társaság tudományos pályázatán, és engedélyt kapott, hogy visszatérhessen Lengyelországba.
1900-ban lengyelül is megjelent a monográfiája. Ugyanebben az évben Varsóban részt vett az Adam Mickiewicz-emlékműnél rendezett tüntetésen, és ismét letartóztatták. 1903-1904 folyamán a Földrajzi Társaság segítségével újra a Távol-Keletre utazott. Járt Hokkaidón, Koreában, Kínában és Ceylonon, majd Egyiptomon keresztül tért vissza Varsóba.
Az 1905-ös orosz forradalom idején megint csak bebörtönözték, a hírhedt varsói Pawiak fogja volt. Később Galíciába ment, Krakkóban és Zakopanéban élt. 1910 és 1914 között Párizsban lakott. Közben csatlakozott a Lövész Szövetség (Związek Strzelecki) nevű illegális, félkatonai szervezethez, ami Lwówban Lengyel Légiót akart felállítani.
Az első világháború kitörésekor, 1914-ben belépett a Légióba, de 1915 decemberében az egészségi állapota és az életkora miatt leszerelték. 1918-ban a balközépnek számító, rövid életű Nemzeti Függetlenségi Párt vezetője, majd a szocialista befolyás alatt álló lublini Ideiglenes Kormány információs és propaganda minisztere lett. A II. Köztársaság idején két cikluson át szenátor volt. 1927-1930 között betöltötte a Lengyel Írók Szakszervezetének elnöki tisztét, 1933-ban pedig beválasztották a Lengyel Irodalmi Akadémiába (Polska Akademia Literatury).
Számos magas kitüntetés birtokosa volt, köztük a Lengyelország Újjászületése érdemrend különböző fokozatainak.

## Munkája

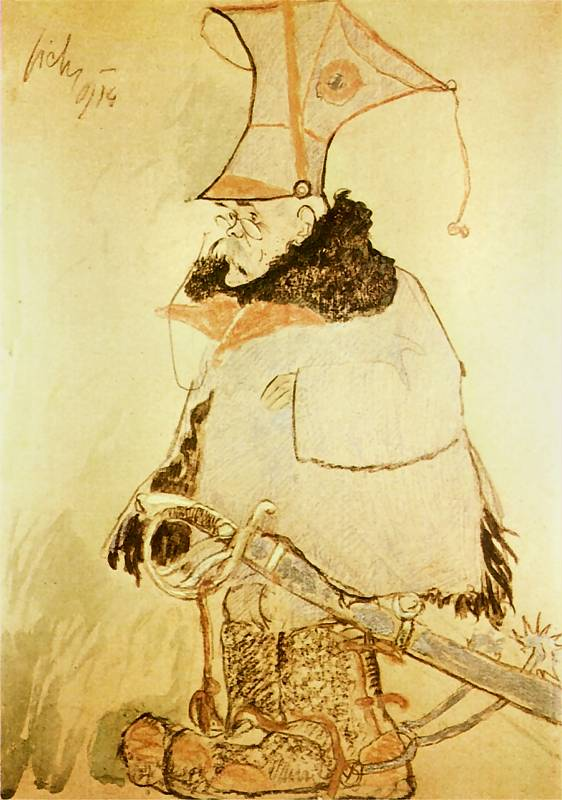
Karikatúrája 1914-ből
(K. Sichulski)

Mintegy két tucat regényt és novellás kötetet alkotott. Egyik regénye, melyet 1913-1914-ben Párizsban írt, Benyovszky Móricról (Maurycy August Beniowski) szól. Egy másik írása Józef Piłsudskiról. Számos írásában feltűnik a száműzetés, az emigráció és az utazások emléke, ezek szereplői szamurájok, kínaiak, koreaiak és szibériaiak, például jukagirok.
Az 1930-as években filmforgatókönyveket is írt, és tiszteletbeli tagja volt a lengyel–magyar kapcsolatok ápolását célul tűző Magyar Mickiewicz Társaságnak.
Néprajzi művei főleg a Távol-Kelettel, a jakutokkal, az ainukkal, a koreaiakkal és más népekkel voltak kapcsolatosak. Tudományos nézőpontja igen eredeti volt, mivel nem bennszülöttnek tekintette a megfigyelt embereket, hanem barátként és családtagként nézett rájuk. Ez lehetővé tette, hogy igazán mély ismereteket szerezzen róluk.
A második világháború alatt Varsóban élt, nem sokkal a háború után hunyt el egy Varsó közeli településen. Sírjára a „regényíró” szöveget írták.

## Magyarul
- A táncosnő szerelme. Koreai regény; Magyar Kereskedelmi Közlöny, Bp., 1910 k.
- Sieroszewski Vencelː Pilsudski József; Toldi, Bp., 1921

## Fordítás
- Ez a szócikk részben vagy egészben a Wacław Sieroszewski című lengyel Wikipédia-szócikk ezen változatának fordításán alapul.  Az eredeti cikk szerkesztőit annak laptörténete sorolja fel. Ez a jelzés csupán a megfogalmazás eredetét és a szerzői jogokat jelzi, nem szolgál a cikkben szereplő információk forrásmegjelöléseként.